# وحيدآباد (مقاطعة فهرج)
وحيدآباد (بالفارسية: وحیدآباد) هي مستوطنة تقع في البلدة المركزية في إيران. يقدر عدد سكانها بـ 242 نسمة بحسب إحصاء 2016.